# Tetraloniella helianthorum
Tetraloniella helianthorum är en biart som först beskrevs av Cockerell 1914.  Tetraloniella helianthorum ingår i släktet Tetraloniella och familjen långtungebin. Inga underarter finns listade i Catalogue of Life.